# Cyrano de Bergerac (utwór dramatyczny)
Cyrano de Bergerac – sztuka teatralna autorstwa Edmonda Rostanda. Napisana została w roku 1897 w oparciu o życiorys Saviniena de Cyrano de Bergeraca – siedemnastowiecznego poety. 
Komedia opowiada o życiu długonosego Cyrano de Bergeraca, doskonałego mówcy i szlachcica. Zakochuje się on w swej kuzynce, lecz kompleks długiego nosa wstrzymuje go od okazania uczuć. Do jego kompanii żołnierskiej wstępuje młody Christian, w którym kuzynka się zakochuje i prosi o radę miłosną Cyrana. Christian również prosi o radę Cyrana, ponieważ nie potrafi wysłowić się przed kobietami. Cyrano z początku pisze miłosne listy do kuzynki i uwodzi ją za Christiana. W końcu wygłasza pod jej oknem odę dla niej. Dopiero po latach wojny, w trakcie której ginie Christian, stary Cyrano zostaje ofiarą zamachu i kilka chwil przed śmiercią daje poznać kuzynce, iż to on pisał do niej listy i wygłaszał mowy za Christiana. Umiera wśród przyjaciół „wznosząc się do białego księżyca” na porannej rosie.
Do sztuki Rostanda nawiązywali twórcy filmowi: Michael Gordon w filmie Cyrano de Bergerac (1950), Abel Gance – Cyrano i d'Artagnan (1963), Fred Schepisi – Roxanne (1987), Jean-Paul Rappeneau – Cyrano de Bergerac (1990) i Alice Wu - Więcej niż myślisz (2020).